# Temporada de tifones del Pacífico de 2021
La temporada de tifones en el Pacífico de 2021 fue una temporada por debajo del promedio que produjo un total de 22 tormentas nombradas, la menor cantidad desde 2011, nueve tifones y cinco súper tifones. La primera tormenta nombrada de la temporada, Dujuan, se desarrolló el 16 de febrero, mientras que la última tormenta con nombre, Rai, se disipó el 21 de diciembre. El primer tifón de la temporada, Surigae, alcanzó la categoría de tifón el 16 de abril. al día siguiente, convirtiéndose también en el ciclón tropical más fuerte en el año. Surigae también fue el ciclón tropical más poderoso registrado en el hemisferio norte durante el mes de abril. Los tifones In-fa y Rai son responsables de más de la mitad de los daños totales de esta temporada, sumando un total combinado de $2,01 mil millones.
Dentro del océano Pacífico noroccidental, hay dos agencias quienes de forma separada asignan nombres a los ciclones tropicales de los cuales resultan en un ciclón con dos nombres. La Agencia Meteorológica de Japón nombra un ciclón tropical en el que se basarían en la velocidad de vientos sostenidos en 10 minutos de al menos 65 km/h, en cualquier área de la cuenca. Mientras que el Servicio de Administración Atmosférica, Geofísica y Astronómica de Filipinas (PAGASA) asigna nombres a los ciclones tropicales los cuales se mueven dentro o forma de una depresión tropical en el área de responsabilidad localizados entre 135° E y 115° E y también entre 5°-25° N, sí el ciclón haya tenido un nombre asignado por la Agencia Meteorológica de Japón. Las depresiones tropicales, que son monitoreadas por el Centro Conjunto de Advertencia de Tifones de Estados Unidos, son numerados agregándoles el sufijo "W".

## Pronósticos
| TSR Pronósticos         | Tormentas tropicales | Tifones totales     | CTs Intensas         | ECA                     | Ref.  |
| ----------------------- | -------------------- | ------------------- | -------------------- | ----------------------- | ----- |
| Promedio (1965–2020)    | 26                   | 16                  | 9                    | 251                     | [ 3 ] |
| 11 de mayo de 2021      | 24                   | 15                  | 9                    | 270                     | [ 3 ] |
| 7 de julio de 2021      | 25                   | 15                  | 9                    | 265                     | [ 4 ] |
| Otros pronósticos       | Pronóstico central   | Periodo             | Periodo              | Ciclones                | Ref   |
| 27 de diciembre de 2020 | PAGASA               | Enero–marzo         | Enero–marzo          | 0–3 ciclones tropicales | [ 5 ] |
| 27 de diciembre de 2020 | PAGASA               | Abril–junio         | Abril–junio          | 1–4 ciclones tropicales | [ 5 ] |
| Temporada 2021          | Pronóstico central   | Ciclones tropicales | Tormentas tropicales | Tifones                 | Ref.  |
| Actividad actual:       | JMA                  | 14                  | 6                    | 2                       |       |
| Actividad actual:       | JTWC                 | 9                   | 6                    | 2                       |       |
| Actividad actual:       | PAGASA               | 6                   | 4                    | 1                       |       |

Durante el año, varios servicios meteorológicos nacionales y agencias científicas pronostican cuántos ciclones tropicales, tormentas tropicales y tifones se formarán durante una temporada y / o cuántos ciclones tropicales afectarán a un país en particular. Estas agencias incluyeron el Consorcio de Riesgo de Tormentas Tropicales (TSR) del University College de Londres, PAGASA y la Oficina Meteorológica Central de Taiwán. 

### Previsiones a la pretemporada
El primer pronóstico fue publicado por PAGASA el 27 de diciembre de 2020, en su perspectiva climática estacional mensual que predice la primera mitad de 2021. La PAGASA predice que solo se espera que entre 0 y 3 ciclones tropicales se formen o entren en el Área de Responsabilidad de Filipinas entre enero y marzo, mientras que se espera que se formen entre 1 y 4 ciclones tropicales entre abril y junio. PAGASA también predijo que la actual La Niña podría persistir hasta finales del primer trimestre de 2021.

### Previsiones a la media temporada
Tropical Storm Risk (TSR) emitió su primer pronóstico de rango extendido el 11 de mayo. TSR predice una temporada ligeramente por debajo del promedio con 24 tormentas tropicales, 15 tifones y 9 tifones intensos que se formarán durante la temporada. El 23 de junio, PAGASA publicó su perspectiva climática mensual para el resto de 2021, prediciendo de 5 a 9 ciclones tropicales que se desarrollarán o entrarán en su área de responsabilidad de julio a septiembre, y de 5 a 8 ciclones tropicales de octubre a diciembre. TSR publicó una actualización de su pronóstico el 7 de julio, reiterando sus expectativas de una actividad ligeramente por debajo del promedio.

## Resumen de la temporada

### Actividad

#### Principios de la temporada

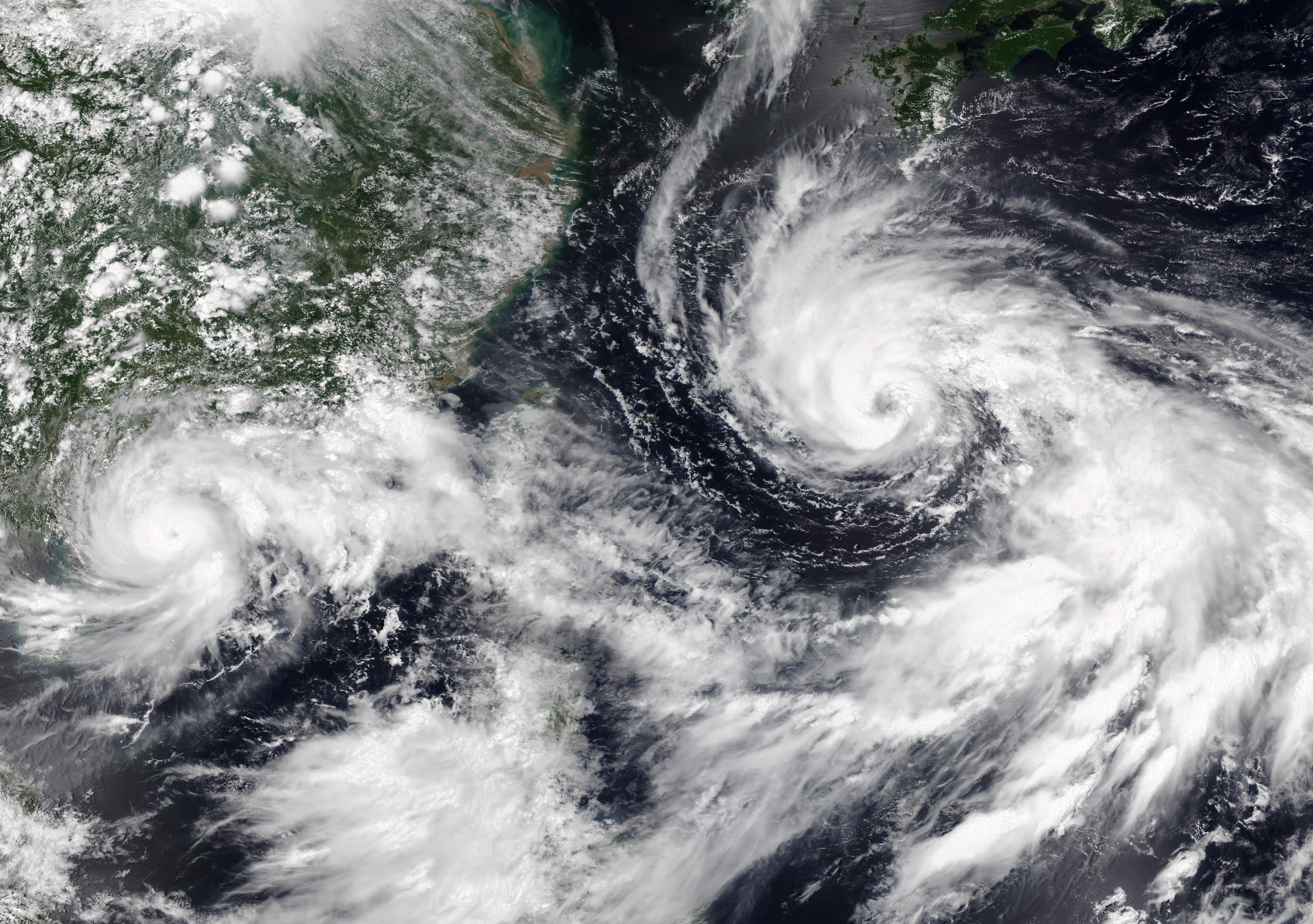
Tres ciclones tropicales simultáneos el 20 de julio de 2021, los tifones Cempaka (izquierda), In-fa (centro-derecha) y una perturbación tropical que finalmente se convertiría en Nepartak (extrema derecha)

La temporada comenzó en enero con una depresión tropical débil y de corta duración que provocó daños en Filipinas. A mediados de febrero se formó otra depresión tropical, antes de que PAGASA le asignara el nombre local de Auring. Luego, el sistema se fortaleció hasta convertirse en una tormenta tropical, y la Agencia Meteorológica de Japón (JMA) le dio el nombre de Dujuan, lo que la convirtió en la primera tormenta nombrada del año. Otra depresión tropical se formó en marzo, aunque duró poco y se disipó poco después de formarse. El 12 de abril se formó una depresión tropical al sur de Woleai. Se fortaleció hasta convertirse en una tormenta tropical, y la Agencia Meteorológica de Japón (JMA) le dio el nombre de Surigae. El 15 de abril, se convirtió en una tormenta tropical severa, antes de convertirse en un tifón al día siguiente y en un súper tifón el 17 de abril, convirtiéndolo en el primero de la temporada y el ciclón más fuerte registrado en formarse en el mes de abril en el hemisferio norte, sin embargo, no golpeó ninguna masa de tierra. Luego, a mediados de mayo, una nueva depresión tropical fue nombrada Crising por PAGASA y tocó tierra en Baganga, Dávao Oriental como una tormenta tropical débil, con daños mínimos debido a su pequeño tamaño. Dos depresiones tropicales se formaron el 29 y 30 de mayo respectivamente, y PAGASA asignó a la primera el nombre local de Dante. Dante se intensificó hasta convertirse en una tormenta tropical, a la que se le asignó el nombre de Choi-wan, antes de moverse sobre Filipinas y tocar tierra ocho veces, provocando daños generalizados en el país. Una depresión tropical se formó detrás de Choi-wan el 30 de mayo; no se desarrolló más.
El segundo tifón de la temporada, Champi, amenazó brevemente las islas Ogasawara antes de regresar a través de las principales islas japonesas. Otra depresión se formó a fines de junio; se mantuvo alejado de cualquier masa de tierra, mientras que a principios de julio se formaron dos depresiones tropicales y ambas afectaron la tierra. Uno de ellos fue nombrado Emong por PAGASA. A mediados de julio, In-fa se formó y se convirtió en el tercer tifón de la temporada. La tormenta contribuyó a las lluvias e inundaciones en el este de China cuando tocó tierra cerca de Shanghái. Mientras tanto, la tormenta tropical Cempaka afectó el sur de China y el norte de Vietnam. Otra tormenta tropical, Nepartak, se formó cuando Cempaka tocó tierra. Nepartak afectó a Japón a fines de julio, interrumpiendo los Juegos Olímpicos de Tokio 2020, antes de volverse extratropical en el mar de Ja[[]]pón. A fines de julio, la actividad explotó abruptamente cuando se formaron ocho depresiones tropicales en una semana. La mitad de ellos fueron de corta duración y se disiparon sin convertirse en tormentas tropicales. Otra depresión y las tres restantes se llamaron Lupit, Nida y Mirinae. Lupit y Mirinae amenazaron a Japón mientras Nida se quedó en el mar. Un sistema del Pacífico Central viajó una gran distancia y se convirtió en la tormenta tropical Omais sobre el Mar de Filipinas.

#### Pico de la temporada
Después de Omais, los trópicos permanecieron tranquilos durante el resto de agosto hasta principios de septiembre, cuando Conson se intensificó rápidamente hasta convertirse en tifón en menos de 24 horas antes de azotar Filipinas y Chanthu se convirtió en el segundo supertifón de categoría 5 de la temporada. Después de que Chanthu se disipó, hubo una pausa en la actividad hasta que se formaron el tifón Mindulle y la tormenta tropical Dianmu. Dianmu pronto tocó tierra en Vietnam y se disipó, pero Mindulle se convirtió en el tercer supertifón de categoría 5 de la temporada. Poco después, en el mes de octubre, se formaron cuatro tormentas llamadas Lionrock, Kompasu, Namtheun y Malou. Lionrock tocó tierra en Vietnam, causando daños agrícolas. Kompasu tocó tierra en Filipinas y luego en China, causando graves inundaciones, infraestructura y daños agrícolas. La depresión tropical Nando también se formó a principios de octubre, pero fue absorbida por Kompasu. Namtheun inicialmente alcanzó su punto máximo como una tormenta tropical mínima mientras estaba muy cizallado, pero inesperadamente las condiciones se volvieron brevemente más favorables y alcanzaron su punto máximo como un tifón mínimo. El sistema hizo la transición a una baja extratropical antes de intensificarse explosivamente en un ciclón bomba e impactar en el noroeste del Pacífico. A fines de octubre, Malou alcanzó su punto máximo como un tifón de categoría 2 y solo afectó a las islas Bonin. En el Mar de China Meridional, la depresión tropical 26W se formó antes de tocar tierra en el sur de Vietnam y causar inundaciones torrenciales. Después de una pausa inusual de cuatro semanas de inactividad, Nyatoh se formó el 29 de noviembre y luego se fortaleció hasta convertirse en tifón el 1 de diciembre. Más tarde giró hacia el noreste, se convirtió en un súper tifón y luego pasó a ser un ciclón extratropical.

#### Final de la temporada

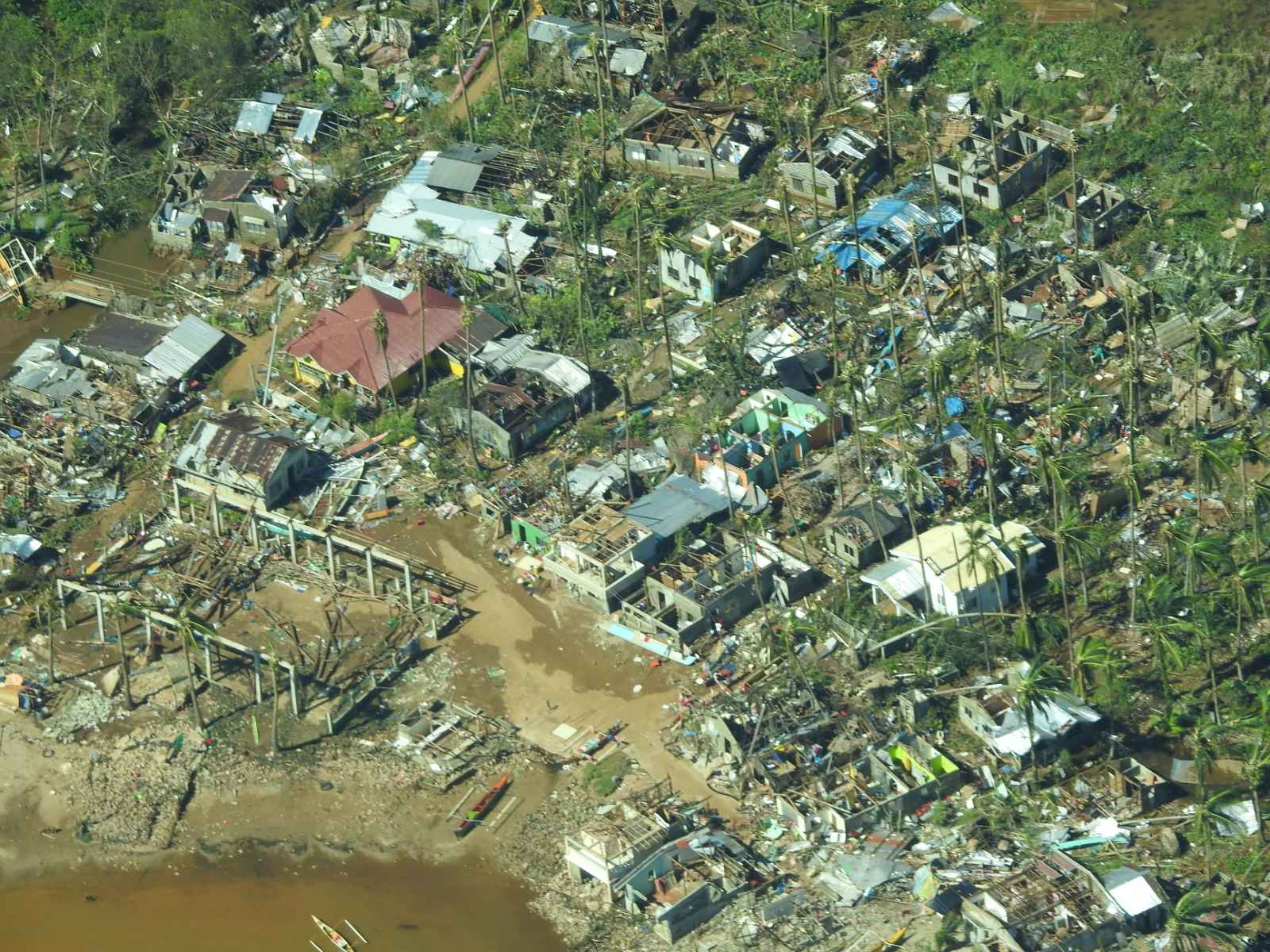
Daños del Tifón Rai en las Filipinas el 17 de diciembre de 2021

Después de Nyatoh, a principios de la semana de diciembre, se formó una perturbación al este de Filipinas y se desplazó hacia el este, mientras arrojaba lluvias en partes de Visayas y Mindanao. Después de eso, se fusionó con otra inversión (designada 96W por el Centro Conjunto de Advertencia de Tifones) y se dirigió hacia el oesnoroeste. Más tarde se fortaleció a una depresión tropical el 12 de diciembre, y el Centro Conjunto de Advertencia de Tifones (JTWC) lo designó más tarde como Veintiocho-W. 9 horas más tarde, Veintiocho-W se intensificó a tormenta tropical Rai, lo que significa dinero de piedra de Yape. Rai continuó intensificándose a medida que se dirigía al oeste y pasaba al sur del estado de Ngulu, y se intensificó hasta convertirse en una tormenta tropical severa el 14 de diciembre. Fue azotado por la cizalladura del viento cuando se acercaba al pequeño país insular de Palaos y, al anochecer, entró en el área de responsabilidad de Filipinas y recibió el nombre local de Odette. Cuatro horas más tarde, Rai (Odette) comenzó a mostrar una característica ocular vista por primera vez en imágenes de microondas, y Rai luego se convirtió en un tifón equivalente a la categoría 1. Se produjo una intensificación constante, y Rai más tarde alcanzó el estado equivalente a la categoría 2. En la tarde del 15 de diciembre, el tifón Rai experimentó una intensificación rápida e inesperada, duplicando la velocidad de sus vientos de 120 km/h (75 mph) a 260 km/h (160 mph) (vientos equivalentes a la categoría 5) para el 16 de diciembre, haciendo que es un súper tifón. Luego, Rai comenzó un ciclo de reemplazo de la pared del ojo poco después de alcanzar su primera intensidad máxima, debilitándose por debajo del estado equivalente a la Categoría 5. Tocó tierra en General Luna, Surigao del Norte como una tormenta equivalente a 155 mph de categoría 4. Hizo ocho recaladas más, debilitándose a un tifón equivalente a categoría 2 cuando ingresó al mar de Sulu. Luego, Rai comenzó a volver a intensificarse, haciendo su décima llegada a tierra en Roxas, Palawan. Después de esto, Rai continuó reintensificándose, convirtiéndose una vez más en un tifón equivalente a la categoría 5 en el Mar de China Meridional, el primero en el mes de diciembre y el tercero en hacerlo después del tifón Pamela  de 1954 y el tifón Rammasun de 2014. Después de esto, Rai comenzó a debilitarse y finalmente se disipó al oeste de Batanes el 21 de diciembre. Una depresión tropical, designada Veintinueve-W por el Centro Conjunto de Advertencia de Tifones (JTWC), se formó el 14 de diciembre y afectó a Malasia con inundaciones generalizadas, y golpeó casi al mismo tiempo que Rai atravesaba las Visayas. La depresión tropical Veintinueve-W se disipó el 17 de diciembre, cuando Rai entró en el mar de Sulu.

### Energía Ciclónica Acumulada (ACE)
El índice de la Energía Ciclónica Acumulada (ACE) para la temporada de tifones del Pacífico de 2021 calculado por la Universidad Estatal de Colorado (CSU) utilizando datos del Centro Conjunto de Advertencia de Tifones (JTWC) fue de 209,6 unidades. En términos generales, ACE es una medida del poder de una tormenta tropical o subtropical multiplicada por el tiempo que existió. Solo se calcula para avisos completos sobre sistemas tropicales y subtropicales específicos que alcanzan o superan velocidades del viento de 39 millas por hora (63 km/h).

## Ciclones tropicales

### Tormenta tropical Dujuan (Auring)
A las 12:00 UTC del 16 de febrero, la Agencia Meteorológica de Japón (JMA) informó que se había formado una depresión tropical. Dos horas después, el Centro Conjunto de Advertencia de Tifones (JTWC) emitió una alerta de formación de ciclones tropicales (TCFA) para el sistema. El 17 de febrero, el sistema se trasladó al Área de Responsabilidad de Filipinas (PAR), y se le asignó el nombre local Auring de PAGASA. A las 09:00 UTC del mismo día, el Centro Conjunto de Advertencia de Tifones (JTWC) actualizó el sistema a depresión tropical, dándole la designación Uno-W. El 18 de febrero, cuando se acercaba a Filipinas, tanto el Centro Conjunto de Advertencia de Tifones (JTWC) como el PAGASA actualizaron el sistema a tormenta tropical. La Agencia Meteorológica de Japón (JMA) hizo lo mismo poco después y le asignó el nombre de Dujuan. Posteriormente, PAGASA convirtió a Dujuan en una tormenta tropical severa; sin embargo, esto solo duró seis horas. El 20 de febrero, la tormenta se debilitó significativamente debido a la alta cizalladura vertical del viento, lo que llevó al Centro Conjunto de Advertencia de Tifones (JTWC) a degradar el sistema a depresión tropical, aunque el Centro Conjunto de Advertencia de Tifones (JTWC) reclasificó brevemente el sistema como tormenta tropical debido a las mejoras en la estructura de la tormenta. Para el 22 de febrero, todas las agencias habían degradado el sistema a depresión tropical después de que el centro del sistema se debilitara antes de tocar tierra. La Agencia Meteorológica de Japón (JMA) y la Centro Conjunto de Advertencia de Tifones (JTWC) emitieron sus advertencias finales momentos después. La tormenta tocó tierra sobre la isla Batag en Laoang, Samar del Norte a las 09:00 PHT (01:00 UTC) del 22 de febrero, disipándose a partir de entonces.
Dujuan se trasladó brevemente sobre Palaos el 16 de febrero como una depresión tropical, trayendo fuertes lluvias a partes del país. Anticipándose a la tormenta, el PAGASA emitió las advertencias de Señal #1 para la sección este de Mindanao y en las provincias orientales de Visayas el 19 de febrero. También se emitieron advertencias de la señal 2 para la mayoría de la isla Samar, Leyte del sur, las islas Dinagat y Surigao del Norte el 21 de febrero, antes de su llegada a tierra. Las clases y el trabajo del gobierno se suspendieron el 22 de febrero en partes de Visayas orientales y Visayas centrales, incluido Surigao del Sur. Un total de 242.194 personas se vieron afectadas en el norte de Mindanao, Caraga y en la región de Dávao. Al menos 77.811 de las personas afectadas fueron trasladadas a 344 diversos refugios de evacuación en cada región. Se informó que una persona murió y otras cuatro desaparecieron, y los daños totales a la agricultura y la infraestructura ascendieron a 159,8 millones de pesos filipinos (3,29 millones de dólares estadounidenses).

### Tifón Surigae (Bising)
Un área de baja presión al sur de Woleai se convirtió en una depresión tropical el 12 de abril. Unas horas más tarde, el Centro Conjunto de Advertencia de Tifones (JTWC) emitió un TCFA para la tormenta en desarrollo, y PAGASA comenzó a emitir avisos para la depresión tropical, ya que permanecía fuera del PAR. El 13 de abril, el Centro Conjunto de Advertencia de Tifones (JTWC) actualizó la tormenta a depresión tropical y le asignó la designación Dos-W. A las 18:00 UTC, la Agencia Meteorológica de Japón (JMA) actualizó el ciclón a tormenta tropical y lo llamó Surigae. El 15 de abril a las 00:00 UTC, la Agencia Meteorológica de Japón (JMA) actualizó Surigae a una tormenta tropical severa cuando comenzó a formarse un ojo. Más tarde ese día, el Centro Conjunto de Advertencia de Tifones (JTWC) convirtió la tormenta en un tifón, convirtiéndola en la primera de la temporada. La Agencia Meteorológica de Japón (JMA) hizo lo mismo temprano al día siguiente cuando se desarrolló una densa nube central que llenó el ojo original. Surigae continuó intensificándose rápidamente, y el 16 de abril, el Centro Conjunto de Advertencia de Tifones (JTWC) actualizó Surigae a un tifón equivalente a categoría 2 en la escala de huracanes de Saffir-Simpson (EHSS). El sistema continuó su rápida intensificación hasta que alcanzó el estado de súper tifón de categoría 5, convirtiéndose en el tifón más intenso jamás registrado en el mes de abril. Surigae pronto alcanzó su intensidad máxima, con una presión central mínima de 895 milibares (26,4 inHg), vientos máximos sostenidos de 10 minutos de 220 km/h (140 mph) y vientos sostenidos de 1 minuto de 305 km/h (190 mph). Después de alcanzar la intensidad máxima, los signos de una pared del ojo concéntrica indicaron que la tormenta estaba experimentando un ciclo de reemplazo de la pared del ojo, con la capa densa central comenzando a calentarse y el ojo llenándose de nubes. El 19 de abril, luego de su ciclo de reemplazo de la pared del ojo, Surigae se convirtió en anular. Unos días después, el 22 de abril, Surigae comenzó a debilitarse nuevamente, la estructura de la tormenta se deterioró y su gran ojo se disipó. Poco después, toda la convección restante se cortó hacia el este a medida que la tormenta avanzaba sobre aguas más frías. Como la mayoría de las tormentas eléctricas restantes se habían disipado, el Centro Conjunto de Advertencia de Tifones (JTWC) evaluó que Surigae pasó a ser un ciclón subtropical el 23 de abril. A última hora del 24 de abril, el Centro Conjunto de Advertencia de Tifones (JTWC) emitió su aviso final sobre el sistema, ya que se acercaba a la finalización de su transición extratropical. Unas horas más tarde, la Agencia Meteorológica de Japón (JMA) declaró que Surigae se había vuelto extratropical.
Después de ser nombrado, se emitieron alertas y advertencias de tormenta tropical para Yap en los Estados Federados de Micronesia, así como para Koror y Kayangel en Palaos el 14 de abril. Finalmente, también se emitieron advertencias para el atolón Ngulu. Se registraron vientos de hasta 30 mph (50 km/h) en Yap ese día cuando Surigae pasó desde el suroeste. Daños en Palaos se estimó en US$ 4,8 millones. El 16 de abril, mientras la tormenta avanzaba hacia Filipinas, la PAGASA emitió advertencias de Señal #1 para áreas alrededor del país, y también emitió advertencias de Señal #2 al día siguiente para Catanduanes y Samar. Vientos muy fuertes y lluvias intensas afectaron la parte oriental de Filipinas, y la marejada ciclónica inundó partes de la costa más cercanas al tifón. Surigae mató a un total de 8 personas y dejó a otras 10 desaparecidas. La tormenta también causó daños por al menos ₱ 272,55 millones (US $ 5,65 millones).

### Depresión tropical Tres-W (Crising)
El 11 de mayo de 2021, el Centro Conjunto de Advertencia de Tifones (JTWC) notó un área persistente de convección en el Mar de Filipinas, aproximadamente a 184 millas náuticas (341 km) al oeste de Palaos. El Centro Conjunto de Advertencia de Tifones (JTWC) emitió un TCFA para la convección el 12 de mayo, ya que se desarrolló aún más en un entorno con baja cizalladura vertical del viento y temperaturas cálidas en la superficie del mar. Solo tres horas después, la agencia reconoció que el área de convección se había consolidado rápidamente en una depresión tropical y le asignó el identificador Tres-W. Casi al mismo tiempo, la Agencia Meteorológica de Japón (JMA) también había reconocido la tormenta como una depresión tropical mientras estaba al este de Mindanao. Dado que la tormenta se desarrolló dentro del área de responsabilidad de Filipinas, PAGASA inmediatamente nombró a la tormenta Crising una vez que la agencia también la reconoció como una depresión tropical, y luego emitió advertencias de Señal n.º 2 para áreas en Mindanao. En la madrugada del 13 de mayo, el Centro Conjunto de Advertencia de Tifones (JTWC) convirtió el sistema en una tormenta tropical, y PAGASA hizo lo mismo horas después. Más tarde ese día, el centro de circulación de bajo nivel de Crising quedó expuesto debido a la cizalladura del viento y perdió organización. A las 20:20 Hora estándar de Filipinas (12:20 UTC), Crising tocó tierra en Baganga, Dávao Oriental como una tormenta tropical que se debilita. Se degradó rápidamente tan pronto como tocó tierra, y tanto el Centro Conjunto de Advertencia de Tifones (JTWC) como el PAGASA lo degradaron a depresión tropical a las 15:00 UTC. A las 03:00 UTC de ese día, PAGASA informó que el sistema degeneró a un área de baja presión en las cercanías de Piagapo en Lanao del Sur, levantando así todas las señales de alerta en Mindanao y emitiendo su aviso final. El 14 de mayo, el sistema se disipó sobre el mar de Sulu y tanto la Agencia Meteorológica de Japón (JMA) como la Centro Conjunto de Advertencia de Tifones (JTWC) emitieron sus avisos finales sobre la tormenta.
En los preparativos para la tormenta, el gobierno local de Dávao Occidental levantó una alerta azul el 13 de mayo, con las autoridades de la zona preparando equipos de rescate en caso de emergencia. La PAGASA también advirtió a las pequeñas embarcaciones cercanas a la zona que se mantengan alejadas del mar embravecido causado por la tormenta. Se ordenó suspender las clases por ese día en Dávao Occidental, incluida la presentación de módulos. Cuando Crising tocó tierra, provocó lluvias generalizadas e inundaciones en Mindanao y el sur de Visayas. También se sintieron ráfagas de viento en partes de Mindanao por donde pasó la tormenta. En Baganga, algunos árboles fueron derribados por fuertes vientos, mientras que en Cateel y Boston, todos en la provincia, se reportaron fuertes vientos con fuertes lluvias. Se requirió que tres hombres y un carabao fueran rescatados del creciente río Kabacan en las primeras horas del 14 de mayo; fueron liberados con éxito de forma segura de dicho río. Se informó que un centro de evacuación en South Upi, Maguindanao se inundó y algunos cultivos cerca del centro quedaron sumergidos en las aguas de la inundación, todo debido a la crecida del río cerca del área. Los daños agrícolas se estimaron en ₱23,2 millones (US $486 000).

### Tormenta tropical Choi-wan (Dante)
El 27 de mayo, la Agencia Meteorológica de Japón (JMA) y el Centro Conjunto de Advertencia de Tifones (JTWC) notaron la persistencia de un área de convección atmosférica a unas 425 millas náuticas (787 km; 489 millas) al sursureste de Guam. El entorno cercano al área exhibía una baja cizalladura del viento y temperaturas cálidas en la superficie del mar, que eran condiciones ideales para la ciclogénesis tropical. La Agencia Meteorológica de Japón (JMA) evaluó que el área se había convertido en una depresión tropical el 29 de mayo a las 06:00 UTC. PAGASA hizo una evaluación similar en un aviso de ciclón tropical emitido a las 15:00 UTC. Posteriormente, el Centro Conjunto de Advertencia de Tifones (JTWC) realizó su propia evaluación, identificando el centro de la depresión tropical recientemente desarrollada y asignándole la designación Cuatro-W. A medida que el sistema avanzaba hacia el oeste, entró en el área de responsabilidad de Filipinas a la 01:00 PHT (17:00 UTC). Luego, PAGASA nombró a la tormenta Dante en su primer boletín de ciclones tropicales para la tormenta. Dante se organizó aún más en el Mar de Filipinas, y el 30 de mayo a las 15:00 UTC, el Centro Conjunto de Advertencia de Tifones lo convirtió en tormenta tropical, y PAGASA hizo lo mismo a las 21:00 UTC. Al día siguiente, a las 00:00 UTC, la Agencia Meteorológica de Japón (JMA) también convirtió a Dante en tormenta tropical, dándole el nombre internacional Choi-wan. El centro de Choi-wan quedó expuesto debido a una vaguada tropical de la troposfera superior procedente del noreste, lo que provocó una cizalladura en el sistema. El 1 de junio a las 12:30 UTC, Choi-wan tocó tierra en Sulat, Samar Oriental como tormenta tropical mínima, y el Centro Conjunto de Advertencia de Tifones la degradó a depresión tropical a las 15:00 UTC. Tocó tierra por segunda vez en Cataingán a las 17:00 UTC. Choi-wan tocó tierra varias veces más en Filipinas, y tocó tierra por tercera vez en Balud, Masbate a las 19:30 UTC. Tocó tierra por cuarta vez en Romblon, Romblon, el 2 de junio a las 00:00 UTC, una quinta en San Agustín, Romblon a las 00:50 UTC, una sexta en Pola, Mindoro Oriental a las 06:00 UTC, una séptima en Tingloy, Batangas. a las 11:20 UTC, y una octava y última llegada a tierra en la península de Calatagan antes de avanzar hacia el Mar de China Meridional. El 3 de junio a las 03:00 UTC, el Centro Conjunto de Advertencia de Tifones (JTWC) convirtió a Choi-wan nuevamente en tormenta tropical. A las 03:00 UTC, PAGASA eliminó todas las señales de advertencia de ciclones tropicales cuando Choi-wan se alejó del país. Luego, Choi-wan salió del PAR el 3 de junio a las 18:00 UTC antes de debilitarse hasta convertirse en depresión tropical al día siguiente a las 06:00 UTC y volver a ingresar al PAR a las 08:00 UTC. Luego, pasó al sureste de la isla de Taiwán antes de acercarse a la prefectura de Okinawa y dirigirse hacia Japón. El 5 de junio a las 06:00 UTC, la Agencia Meteorológica de Japón emitió su aviso final sobre el sistema. Tres horas más tarde, a las 09:00 UTC, el Centro Conjunto de Advertencia de Tifones (JTWC) convirtió a Choi-wan nuevamente en tormenta tropical; sin embargo, a las 15:00 UTC, el Centro Conjunto de Advertencia de Tifones (JTWC) degradó el sistema a depresión tropical y también emitió su aviso final sobre el sistema.
Las fuertes lluvias provocaron inundaciones en algunas partes de Mindanao; Se reportaron once muertos, tres personas heridas y dos personas desaparecidas. Al 4 de junio, 55.226 personas resultaron afectadas y 16.680 personas se encuentran dentro de centros de evacuación. Se produjeron daños por un total de 307,2 millones de dólares (USD$6,39 millones) en todo el país, de los cuales 152,1 millones (3,17 millones de dólares estadounidenses) fueron daños agrícolas y 155,1 millones (USD$3,23 millones) estuvieron relacionados con la infraestructura. El 1 de junio, se suspendieron las clases y el trabajo gubernamental en partes de Dávao de Oro, Eastern Samar, Leyte y Surigao del Sur.

### Tormenta tropical Koguma
El 10 de junio de 2021, el Centro Conjunto de Advertencia de Tifones (JTWC) comenzó a monitorear un área de baja presión en el Mar de China Meridional, aproximadamente 518 km (322 millas) al sur de Hong Kong, y la agencia clasificó el sistema como una depresión monzónica. Con un rumbo oesnoroeste, la tormenta se ubicó en un entorno favorable para un mayor desarrollo, con temperaturas cálidas en la superficie del mar y poca cizalladura del viento. A las 00:00 UTC del 11 de junio, la Agencia Meteorológica de Japón (JMA) convirtió el sistema en una depresión tropical. Seis horas más tarde, el Centro Conjunto de Advertencia de Tifones (JTWC) emitió un TCFA para el sistema cuando comenzó a mostrar características de una depresión monzónica. A las 18:00 UTC, la Agencia Meteorológica de Japón (JMA) actualizó el sistema a tormenta tropical y le asignó el nombre de Koguma. El 12 de junio a las 00:00 UTC, el Centro Conjunto de Advertencia de Tifones (JTWC) elevó a Koguma a depresión tropical y le asignó la designación 05W. Más tarde ese día, el Centro Conjunto de Advertencia de Tifones (JTWC) también convirtió a Koguma en tormenta tropical. Para el 12 de junio, había tocado tierra al sureste de Hanói y se disipó al día siguiente.
Una persona murió en la provincia de Yên Bái como resultado de Koguma.

### Tifón Champi
A las 00:00 UTC del 18 de junio, el Centro Conjunto de Advertencia de Tifones (JTWC) comenzó a monitorear una amplia área de convección a casi 250 km (160 millas) al sursudoeste de Pohnpei. El sistema permaneció débil a medida que avanzaba hacia el noroeste en un entorno favorable para una mayor intensificación, caracterizado por temperaturas cálidas en la superficie del mar, cizalladura del viento de baja a moderada y buena corriente de salida; la perturbación siguió siendo débil a medida que avanzaba hacia el noroeste. El Centro Conjunto de Advertencia de Tifones (JTWC) emitió un TCFA en el sistema dos días después, aunque el sistema seguía desorganizado. La Agencia Meteorológica de Japón (JMA) actualizó el sistema a depresión tropical a las 00:00 UTC del 21 de junio. Mientras tanto, el Centro Conjunto de Advertencia de Tifones (JTWC) lo designó como Seis-W en su primer aviso sobre el sistema, con un LLCC expuesto que es evidente en las imágenes satelitales debido a la cizalladura moderada del viento, siendo inducido por una vaguada tropical de la troposfera superior hacia su norte. A las 21:00 horas del 21 de junio, 06W hizo su paso más cercano al sursudoeste de Guam, continuando su trayectoria hacia el noroeste. El 22 de junio, a las 06:00 UTC, el Centro Conjunto de Advertencia de Tifones (JTWC) convirtió el sistema en tormenta tropical mientras continuaba alejándose de Guam. La Agencia Meteorológica de Japón (JMA) siguió y actualizó el sistema hasta convertirlo en tormenta tropical, el 23 de junio a las 00:00 UTC, y le asignó el nombre Champi. A las 18:00 UTC, la Agencia Meteorológica de Japón (JMA) actualizó la tormenta a tormenta tropical severa cuando giró hacia el noroeste. En ese momento, un escaneo de imágenes de microondas de Champi reveló una característica ocular que emergía en el sistema; sin embargo, esto duró poco ya que el aire seco continuó impactando la tormenta desde el oeste. Además, el flujo de salida del sistema hacia los polos siguió siendo débil el 24 de junio, lo que restringió el desarrollo significativo de Champi. Sin embargo, al día siguiente, cuando una vaguada de onda corta cruzó las islas Ryukyu, el flujo de salida de la tormenta aumentó, lo que permitió que se intensificara aún más. El 25 de junio, a las 06:00 UTC, la Agencia Meteorológica de Japón (JMA) declaró oficialmente la tormenta tifón. El Centro Conjunto de Advertencia de Tifones (JTWC) pronto lo siguió, convirtiéndolo en un tifón equivalente a categoría 1. En ese momento, un Champi giró hacia el norte y el noroeste y posteriormente alcanzó su intensidad máxima de 120 km/h (75 mph) con vientos máximos sostenidos de diez minutos con una presión barométrica mínima de 980 hPa (28,94 inHg) a las 21:00. UTC el 25 de junio, sin embargo, se degradó a tormenta tropical un día después. La tormenta continuó debilitándose a medida que avanzaba hacia las islas japonesas, hasta que el 27 de junio, la Agencia Meteorológica de Japón (JMA) emitió su último aviso a las 12:00 UTC cuando el sistema se convirtió en una baja extratropical. El Centro Conjunto de Advertencia de Tifones (JTWC) también emitió su última advertencia para Champi a las 09:00 UTC del mismo día.
A raíz de la depresión tropical, el Servicio Meteorológico Nacional de Guam emitió una alerta de tormenta tropical para Rota en las Islas Marianas del Norte y una advertencia de tormenta tropical para toda la isla de Guam el 21 de junio. También se publicaron advertencias marinas y de inundaciones repentinas en la primera y en Saipán, Tinian y otras islas en el este y el sur, mientras que las clases en una escuela primaria y secundaria en la última se suspendieron al día siguiente debido a un corte de energía informado. También se experimentaron interrupciones eléctricas en Chalan Pago, Toto/Canadá y Santa Rita en Guam debido a la proximidad del sistema. A medida que se alejó de la isla y las Marianas, la vigilancia y la advertencia en esas áreas se levantaron a la 01:00 UTC del 22 de junio. En las islas Bonin, se advirtió a los residentes de la zona sobre el mar embravecido y los vientos racheados causados por Champi.

### Otros sistemas

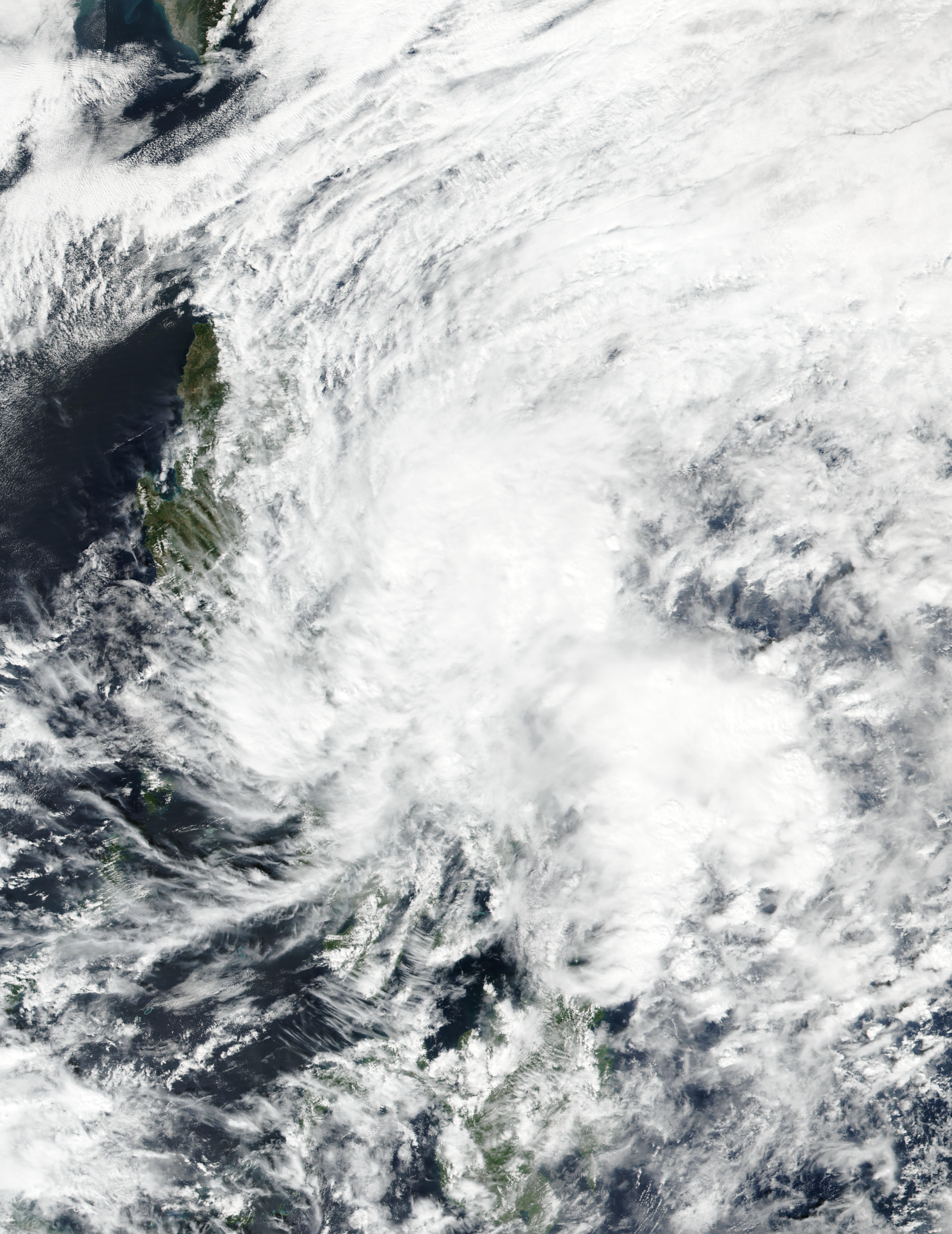
Vista de imagen del satélite, una depresión tropical formada el 19 de enero de 2021 cerca de Luzón en Filipinas

- JMA DT 01: Durante el 19 de enero, la Agencia Meteorológica de Japón (JMA) informó que se había desarrollado una depresión tropical al este de Luzón en Filipinas.[84] El precursor de la depresión trajo lluvias y tormentas eléctricas dispersas a Mindanao, Palawan y Visayas el 18 de enero.[85] Sin embargo, la Agencia Meteorológica de Japón (JMA) suspendió las advertencias para el sistema al día siguiente.[86] La depresión también trajo un clima tormentoso a Luzón el 20 de enero. La PAGASA advirtió a los residentes sobre posibles inundaciones repentinas y deslizamientos de tierra debido a las fuertes lluvias.[87] El precursor del sistema se asoció con un sistema frontal, cuyos efectos combinados trajeron fuertes lluvias en gran parte de Visayas, la región de Bicol y el norte de Mindanao, lo que provocó tres muertes y daños agrícolas de hasta ₱ 642,5 millones (US$ 13,2 millones).[88]
- JMA DT 03: El 9 de marzo, un área de baja presión ingresó al Área de Responsabilidad de Filipinas, aunque no se esperaba que se desarrollara en ese momento.[89][90] El 14 de marzo, el área de baja presión se intensificó hasta convertirse en una depresión tropical sobre el mar de Sulu antes de degenerar rápidamente de nuevo en un área de baja presión.[91][92] El sistema trajo lluvias leves a moderadas en partes de Filipinas, y PAGASA advirtió a los residentes sobre la posibilidad de inundaciones y deslizamientos de tierra.[93]
- JMA DT 07: El 29 de mayo, el Centro Conjunto de Advertencia de Tifones (JTWC) emitió un TCFA para una perturbación tropical que estaba aproximadamente a 622 millas náuticas (1,152 km; 716 mi) al sureste de Guam, cerca de las islas Nomoi. El sistema se desarrolló gradualmente a medida que experimentaba temperaturas cálidas en la superficie del mar y baja cizalladura vertical del viento.[94] A las 00:00 UTC del 30 de mayo, la Agencia Meteorológica de Japón (JMA) reconoció el sistema como una depresión tropical.[95] El mismo día, el Centro Conjunto de Advertencia de Tifones (JTWC) canceló el TCFA para el sistema debido a que su estructura se degradó,[96] y la Agencia Meteorológica de Japón (JMA) reconoció por última vez el sistema como una depresión tropical el 1 de junio a las 18:00 UTC.[97]
- JMA DT 10: El 29 de junio, se formó un área de convección a 425 millas náuticas (787 km; 489 millas) de Guam con imágenes de satélite que revelaron que el sistema tenía una convección profunda con una circulación débil de bajo nivel.[98] En entornos favorables con cizalladura del viento de baja a moderada y temperaturas cálidas de la superficie del mar, el sistema se fue organizando gradualmente con una circulación en niveles bajos más definida. El 30 de junio, el Centro Conjunto de Advertencia de Tifones (JTWC) emitió un TCFA para el sistema.[99][100] El 1 de julio, las imágenes satelitales animadas multiespectrales indicaron una circulación de bajo nivel muy amplia y mal definida con la convección cizallada hacia el sursudoeste de la perturbación, lo que llevó al Centro Conjunto de Advertencia de Tifones (JTWC) a cancelar el TCFA del sistema y degradar sus posibilidades de desarrollo dentro del día siguiente. muy bajo.[101] La Agencia Meteorológica de Japón (JMA) ya no la consideró una depresión tropical en sus advertencias resumidas sobre perturbaciones tropicales del mismo día.[102]

## Nombres de los ciclones tropicales
Dentro del océano Pacífico noroeste, tanto la Agencia Meteorológica de Japón (JMA) como la Administración de Servicios Atmosféricos, Geofísicos y Astronómicos de Filipinas (PAGASA) asignan nombres a los ciclones tropicales que se desarrollan en el Pacífico Occidental, lo que puede resultar en un ciclón tropical con dos nombres. El RSMC Tokyo – Typhoon Center de la Agencia Meteorológica de Japón asigna nombres internacionales a los ciclones tropicales en nombre del Comité de Tifones de la Organización Meteorológica Mundial (OMM), en caso de que se considere que tienen velocidades de viento sostenidas de 10 minutos de 65 km/h (40 mph). Nombres de la PAGASA para ciclones tropicales que se desplazan o se forman como depresión tropical en su área de responsabilidad ubicada entre 135°E y 115°E y entre 5°N y 25°N incluso si el ciclón ha tenido un nombre internacional asignado. Tanto PAGASA como el Comité de Tifones han retirado los nombres de ciclones tropicales importantes. En caso de que se agote la lista de nombres de la región de Filipinas, los nombres se tomarán de una lista auxiliar de la cual los diez primeros se publican cada temporada. Los nombres no utilizados están marcados en gris.

### Nombres internacionales
Un ciclón tropical recibe su nombre cuando se estima que tiene velocidades de viento sostenidas de 10 minutos de 65 km/h (40 mph). La Agencia Meteorológica de Japón (JMA) seleccionó los nombres de una lista de 140 nombres, que había sido desarrollada por las 14 naciones y territorios miembros del Comité de Tifones de la CESPAP/OMM. Los nombres retirados, si los hubiera, serán anunciados por la Organización Meteorológica Mundial (OMM) en 2022; aunque los nombres de reemplazo se anunciarán en 2023. Los siguientes veintiocho nombres de la lista de nombres se enumeran aquí junto con su designación numérica internacional, si se utilizan. Durante la temporada, los nombres Surigae y Koguma se utilizaron por primera vez después de que reemplazaron a Mujigae y Koppu en la temporada de 2015.
| - Dujuan (2101) - Surigae (2102) - Choi-wan (2103) - Koguma (2104) - Champi (2105) - In-fa (2106) - Cempaka (2107) - Nepartak (2108) | - Lupit (2109) - Mirinae (2110) - Nida (2111) - Omais (2112) - Conson (2113) - Chanthu (2114) - Dianmu (2115) - Mindulle (2116) | - Lionrock (2117) - Kompasu (2118) - Namtheun (2119) - Malou (2120) - Nyatoh (2121) - Rai (2122) |

### Filipinas
PAGASA utiliza su propio esquema de nomenclatura para los tifones que se desarrollarán o se trasladarán a su área de responsabilidad autodefinida. Los nombres se tomaron de una lista de nombres, que se usó por última vez durante 2017 y está programado para usarse nuevamente durante 2025. Todos los nombres son iguales excepto Uwan y Verbena que reemplazaron los nombres Urduja y Vinta después de que se retiraron.
| - Auring (2101) - Bising (2102) - Crising - Dante (2103) - Emong | - Fabián (2106) - Gorio (2110) - Huaning (2109) - Isang (2112) - Jolina (2113) | - Kiko (2114) - Lannie (2117) - Maring (2118) - Nando - Odette (2122) |